# Halimeda gigas
Espèce
Halimeda gigas est une espèce d'algues vertes de la famille des Udoteaceae.